# Ла-Бом
Ла-Бом (фр. La Beaume, окс. La Bauma) — коммуна во Франции, находится в регионе Прованс — Альпы — Лазурный Берег. Департамент коммуны — Верхние Альпы. Входит в состав кантона Аспр-сюр-Бюэш. Округ коммуны — Гап.
Код INSEE коммуны — 05019.

## Население
Население коммуны на 2008 год составляло 161 человек.
| 1962 | 1968 | 1975 | 1982 | 1990 | 1999 | 2008 |
| ---- | ---- | ---- | ---- | ---- | ---- | ---- |
| 176  | 192  | 155  | 131  | 145  | 140  | 161  |

## Экономика
В 2007 году среди 92 человек в трудоспособном возрасте (15—64 лет) 51 были экономически активными, 41 — неактивными (показатель активности — 55,4 %, в 1999 году было 59,2 %). Из 51 активных работали 45 человек (23 мужчины и 22 женщины), безработных было 6 (3 мужчин и 3 женщины). Среди 41 неактивных 11 человек были учениками или студентами, 24 — пенсионерами, 6 были неактивными по другим причинам.

## Достопримечательности
- Руины укреплений (подземелье, башни, ворота)
- Две церкви XIX века